# 27 fructidor
27 thermidor 27 jour complémentaire
Le septidi 27 fructidor, officiellement dénommé jour de la verge d'or, est le 357e jour de l'année du calendrier républicain.
C'était généralement le 13e jour du mois de septembre dans le calendrier grégorien.